# جاش بون
جاش بون (انگلیسی: Josh Boone؛ زادهٔ ۲۱ نوامبر ۱۹۸۴) بازیکن بسکتبال اهل ایالات متحده آمریکا است.